# Большое Рутавечь
Большое Рутавечь — ложбинное озеро ледникового происхождения в Руднянском районе Смоленской области России. На восточном берегу есть песчаные пляжи. Принадлежит бассейну реки Рутавечь, левого притока Каспли. Через приток на западе сообщается с озёрами Голобай, Едрица и Витрино. Рельеф дна сложный с чередованием подводных гряд и небольших впадин-котловин. Памятник природы.